# Minquiers

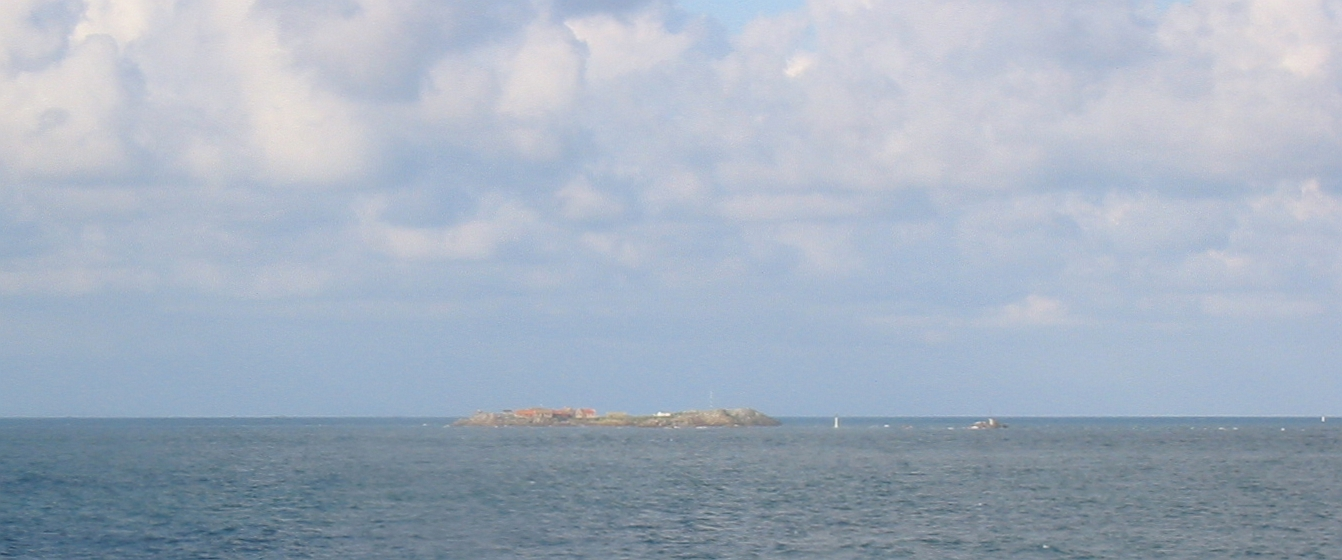
Maîtr'Île

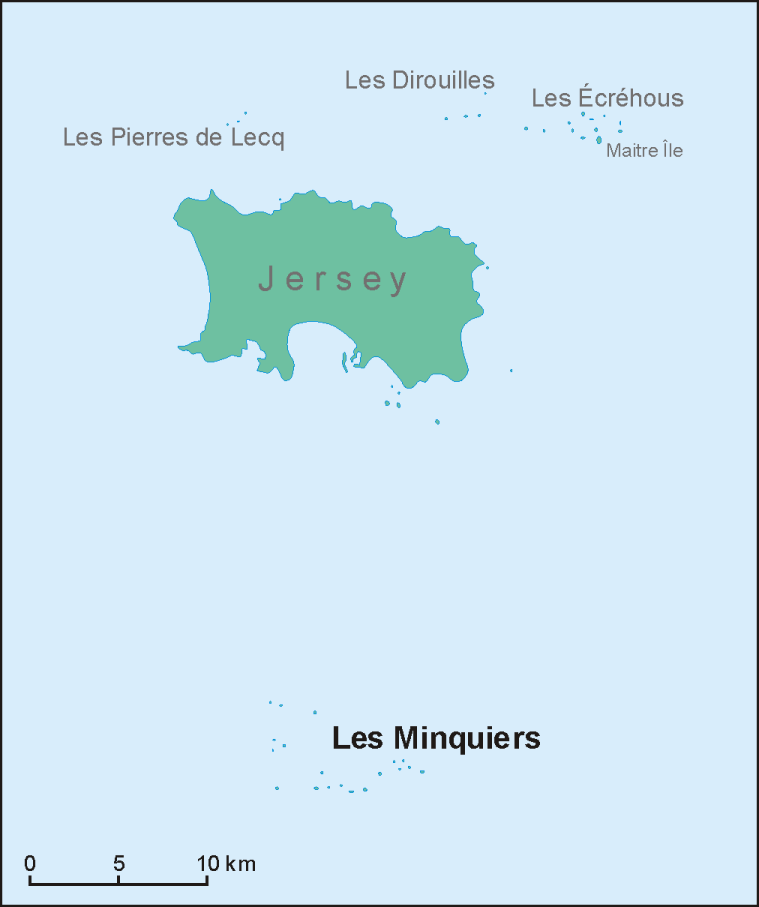
Mapa das Minquiers, dentro do arquipélago de Jersey

As Minquiers (Les Minquiers; em Jèrriais: Les Mîntchièrs pronunciationⓘ; conhecido como "Minkies" no inglês local) são um grupo de ilhas e rochas, a cerca de 15 quilômetros ao sul de Jersey. Os Minquiers fazem parte do Bailiado de Jersey. Eles são administrativamente parte da Freguesia de Grouville.
Na maré baixa, a base rochosa das Minquiers possui uma área de superfície maior do que a de Jersey, mas durante a maré alta, apenas algumas pontas das rochas permanecem acima da água. A maior delas é o Maîtresse, que tem de cerca de 50 metros de comprimento e 20 metros de largura, com cerca de dez casas de pedra em vários estados de conservação; estas construções são as mais meridionais em todas as Ilhas Britânicas. No entanto, elas não têm habitantes permanentes:  apenas pescadores, coletores de vraic (algas usadas para adubo), iatistas, caiaquistas, e até mesmo radioamadores frequentam a região durante o verão.
Em agosto de 2018, um dos vinte edifícios nas ilhas foi vendida para uma empresa de Jersey. Apenas cinco vendas foram registradas em 50 anos.

## Nome
A etimologia do nome é controversa, podendo tanto ser originário do termo da língua bretã minihi, que significa "santuário", quanto ter se originado minkier, que significa "peixeiro".

## Ilhotas
As ilhas mais significativas do grupo são:
- Maîtresse Île / Maîtr' Île
- Les Maisons;

Outros incluem:
- Le Niêsant
- Les Faucheurs
- La Haute Grune.

## História
Há milhares de anos, na época do último período glacial, quando o nível do mar era mais baixo, as Ilhas do Canal eram terras altas na planície que ligava o continente europeu ao sul da Inglaterra.
Em 933 o Ducado da Normandia anexou as ilhotas junto com as outras Ilhas do Canal e a Península de Cotentin. Depois de William, Duque da Normandia, ter conquistado a Inglaterra em 1066, as ilhas permaneceram unidas ao Ducado até que Filipe Augusto conquistasse a Normandia continental em 1204. Em 1259, Henrique III da Inglaterra fez uma homenagem ao rei francês para as Ilhas do Canal. Em 1360, Eduardo III, pelo Tratado de Brétigny, dispensou as suas pretensões à coroa de França e à Normandia, mas reservou vários outros territórios para a Inglaterra, incluindo as Ilhas do Canal.

## Resolução da disputa territorial
Em 1950, o Reino Unido e a França recorreram ao Tribunal Internacional de Justiça para discutir amigavelmente a qual país pertenciam as Minquiers e Ecrehos. Os franceses pescavam nas águas, mas Jersey exercia vários direitos administrativos sobre a região. O Tribunal considerou a evidência histórica, e no julgamento de 17 de novembro de 1953 concedeu as ilhas a Jersey (representado pelo Reino Unido).

## Proteção ambiental
As Minquiers têm designação de proteção sob a convenção sobre as zonas úmidas de importância internacional (Ramsar).

## Galeria

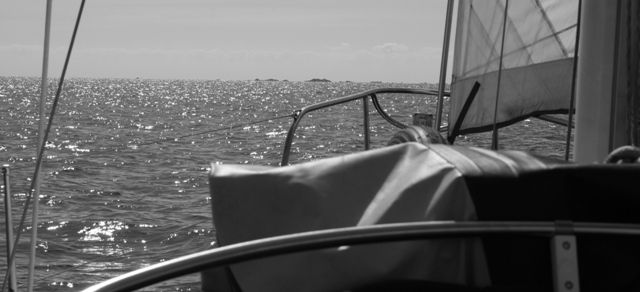
As Minquiers vistas a partir do norte de Jersey
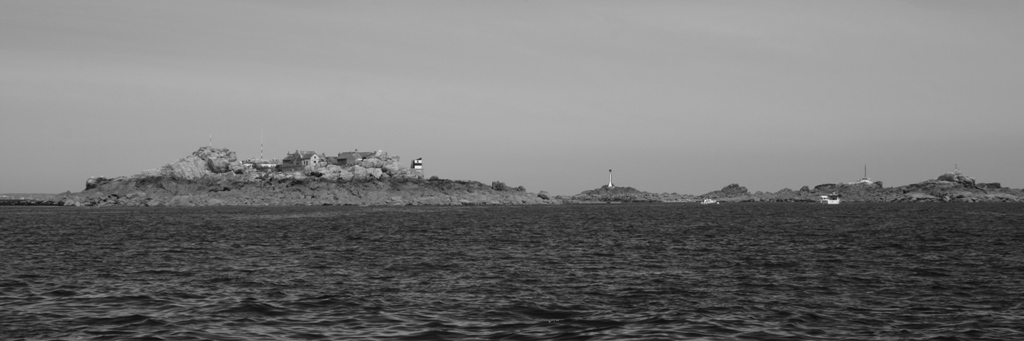
As Minquiers vistas a partir do sul.
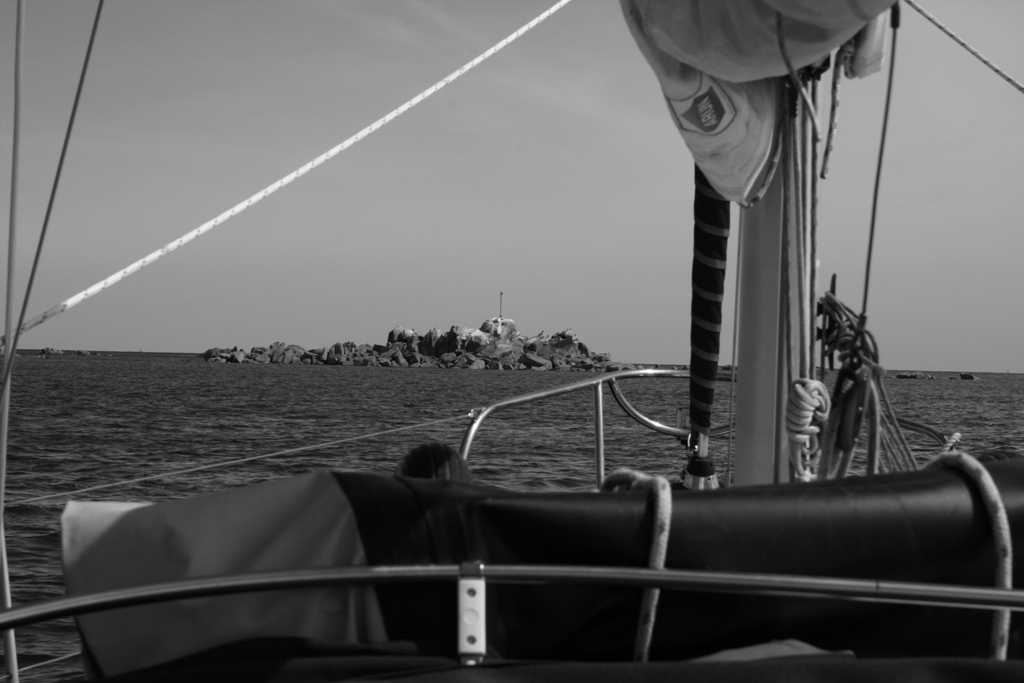
As Minquiers por outro ângulo.
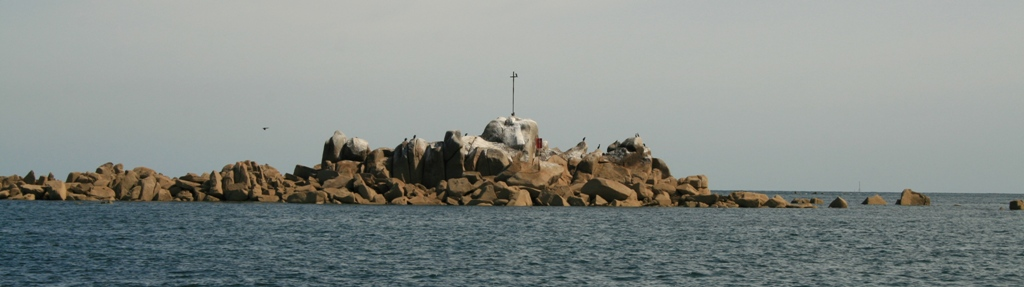
Visão pelo leste
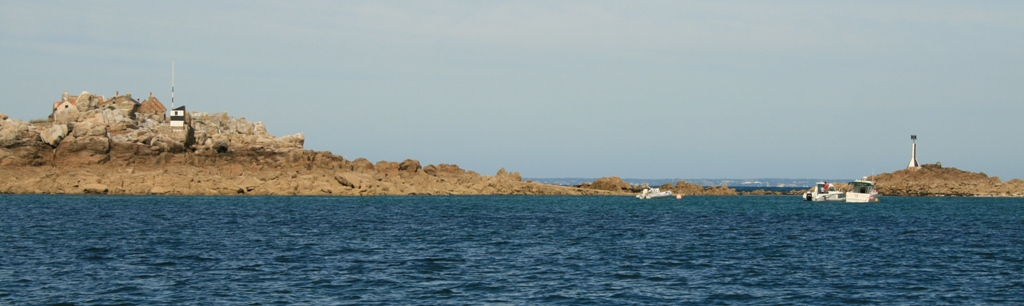
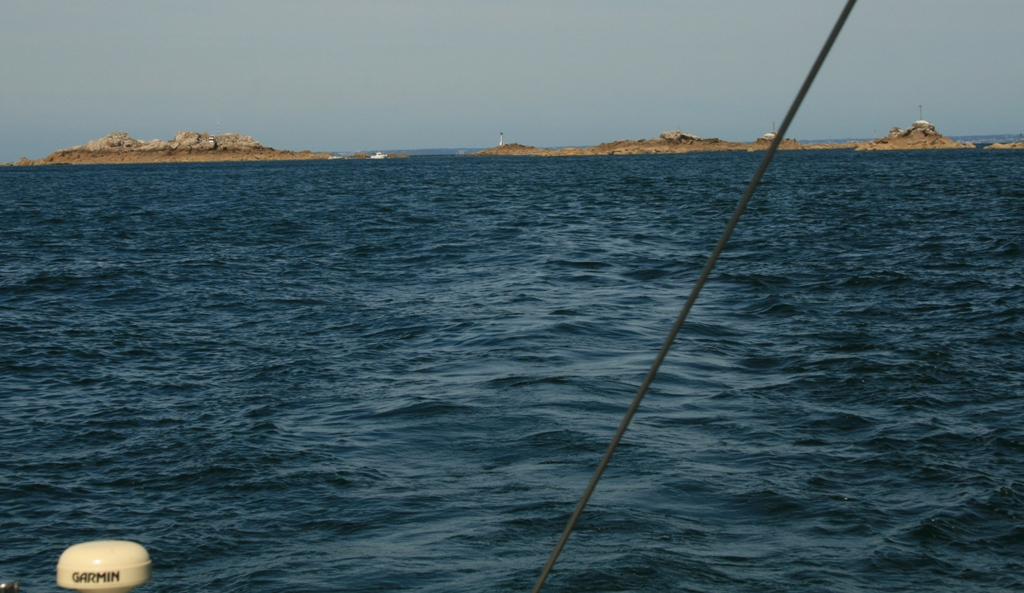